# Janicie Contreras García
Janicie Contreras García (Nacajuca, Tabasco, 22 de julio de 1972) es una política y contadora mexicana, miembro del partido Movimiento Regeneración Nacional. Del 2018 al 2020 fue alcaldesa municipal por Nacajuca, el 6 de junio se anunció qué sería diputada federal por Tabasco, cargo que asumió el 1 de septiembre de 2021.

## Biografía
Janicie Contreras García es contadora pública por la Universidad Juárez Autónoma de Tabasco. Tiene una maestría en impuestos por el Instituto de Especialización para Ejecutivos (IEE) y un doctorado en ciencias de lo fiscal por el Instituto Mexicano de Contadores Públicos Tabasco. Tiene un diplomado en Contribuciones Fiscales por la Universidad Juárez Autónoma de Tabasco.
Se destacó como auditora en Órgano Superior de Fiscalización del Estado.
Es la primera mujer en ocupar el cargo de alcaldesa en el municipio de Nacajuca Tabasco.

## Vida personal
Es hija del empresario Jose del Carmen Contreras Perera y la señora Nelly García Campos. 